# Maoripria earlyi
Maoripria earlyi är en stekelart som beskrevs av Naumann 1988. Maoripria earlyi ingår i släktet Maoripria och familjen hyllhornsteklar. Inga underarter finns listade i Catalogue of Life.